# Xian de Nayong
Le xian de Nayong (纳雍县 ; pinyin : Nàyōng Xiàn) est un district administratif du centre de la province du Guizhou en Chine. Il est placé sous la juridiction de la préfecture de Bijie.

## Démographie
La population du district était de 709 699 habitants en 1999.